# Barbacenia rogieri
Barbacenia rogieri là một loài thực vật có hoa trong họ Velloziaceae. Loài này được Moore & Ayres miêu tả khoa học đầu tiên năm 1850.